# UFA-Sonderproduktion
Die UFA-Sonderproduktion G.m.b.H. war ein während des Zweiten Weltkrieges in der Reichshauptstadt Berlin ansässiges Filmunternehmen, hinter dem zunächst Reichsfilmintendant Fritz Hippler stand, bis dieser auf Wunsch des Ministers für Volksaufklärung und Propaganda, Joseph Goebbels, aus seinem Amt entfernt wurde. Ab 1943 wurde SS-Obergruppenführer Hans Hinkel mit der Leitung betraut. In Folge des Kriegsverlaufs entstanden teils propagandistisch angelegte Kurzdokumentarfilme.

## Filmografie
- 1942: Wir fahren nach Deutschland[4]
- 1942/43: Wir leben in Deutschland[5]
- 1943: Im Walde von Katyn[6]
- 1944: Wenn morgen Krieg ist[7]
- 1944: Kroatische Kämpfer[8]
- 1944: Atlantik-Wall[9]
- 1944/45: So wird’s gemacht![10]
- 1944/45: Erst löschen, dann retten[11]